# Brad Dubberley
Brad Dubberley (nascido em 28 de junho de 1981) é um treinador e atleta paralímpico australiano na modalidade rugby em cadeira de rodas.

## Carreira

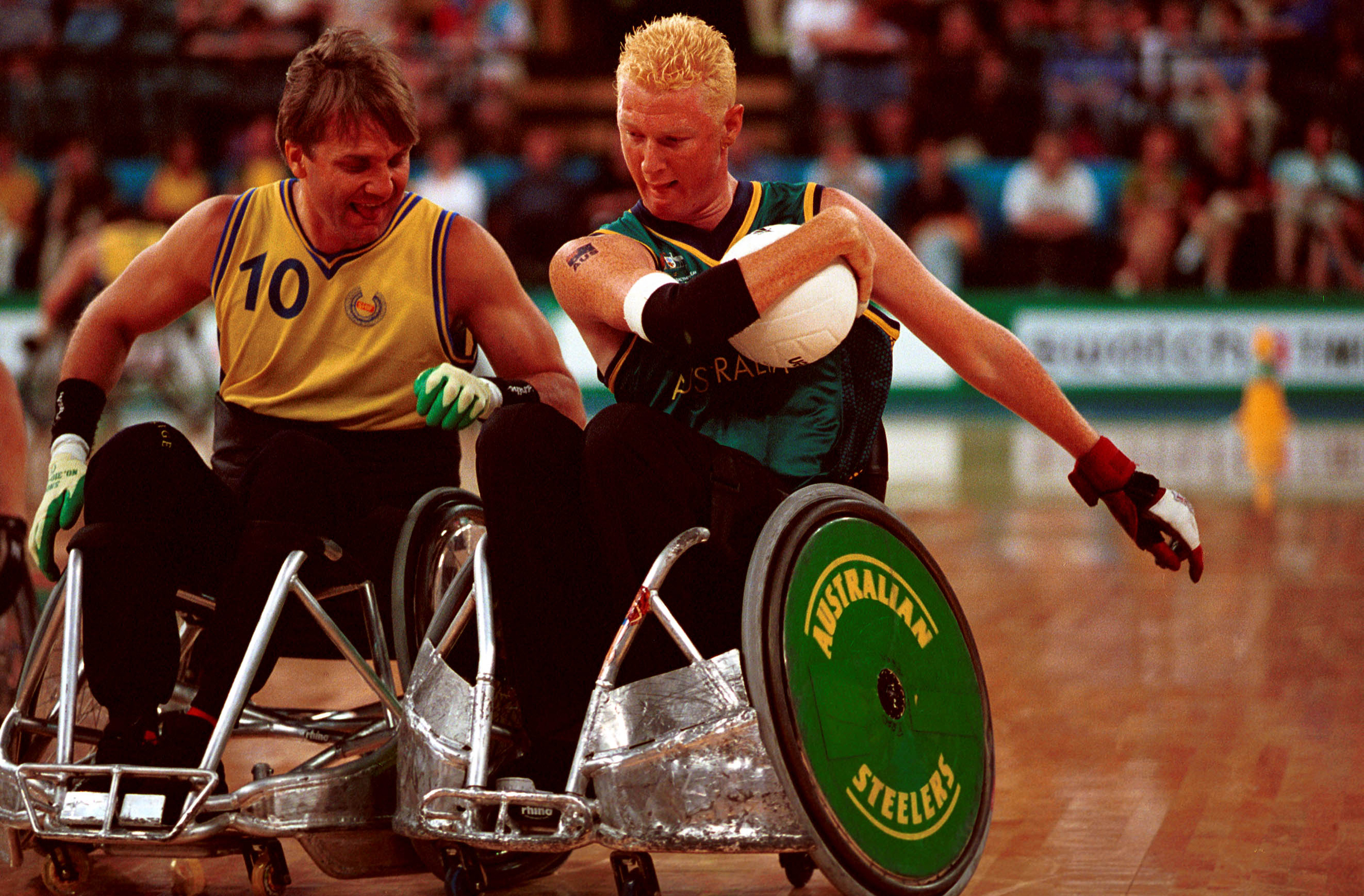
Brad segurando a bola durante a partida nos Jogos Paralímpicos de Verão de 2012.

Como atleta, Brad disputou o Campeonato Mundial em Cadeira de Rodas de 1998 e ficou na quinta colocação com a equipe australiana. Competiu nos Jogos Paralímpicos de Sydney 2000, onde conquistou a medalha de prata com a equipe nacional. No mundial da mesma modalidade, em 2002, Brad integrou a equipe australiana, a qual conquistou a medalha de bronze. Nos Jogos de Atenas, em 2004, no Reino Unido, Brad foi integrante da equipe que encerrou a participação em quinto. Sua última grande competição como atleta foi no mundial de 2006, onde a equipe ficou em sexto lugar. Durante sua carreira como atleta, Brad já competiu em mais de setenta competições internacionais. É atual treinador da equipe australiana de rugby em cadeira de rodas, conhecida como Australian Steelers.
Já na carreira de treinador, Brad comandou a equipe australiana masculina de rugby em cadeira de rodas na Paralimpíada de Pequim, em 2008, onde a equipe conquistou a medalha de prata, e, igualmente, prata no mundial da mesma modalidade, em 2010. Também assumiu o comando da equipe nacional nos Jogos Paralímpicos de Londres 2012, ficando com a medalha de ouro. Foi treinador principal na Paralimpíada da Rio 2016.
Embora tenha nascido em Kurri Kurri, na Nova Gales do Sul, Brad adotou Point Cook, Vitória, como sua cidade.